# Dexter Blackstock
Dexter Blackstock, född 2 maj 1985 i Oxford, är en engelsk-antiguansk före detta fotbollsspelare som spelade som anfallare. Hans moderklubb är Oxford United och han representerade även Antigua och Barbudas landslag.

## Fotnoter
1. ↑  FBref, FBref.com spelar-ID: 803907c3.[källa från Wikidata]